# Vitali Sevastianov
Vitali Ivanovitch Sevastianov (en russe : Виталий Иванович Севастьянов) est un cosmonaute soviétique, né le 8 juillet 1935 et mort le 5 avril 2010.

## Biographie
Sevastianov est diplômé de l'Institut d'aviation de Moscou et pratique notamment le handball au sein de la section de l'établissement, le MAI Moscou.
Il est aussi président de la Fédération soviétique des échecs de 1977 à 1986 puis de 1988 à 1989,. Il est enterré au cimetière d'Ostankino.

## Vols réalisés
- Le 1er juin 1970, il participe comme ingénieur de vol à la mission Soyouz 9, premier vol soviétique d'une durée supérieure à une semaine, et record de durée de l'époque (plus de 17 jours). Il atterrit le 19 juin 1970.
- Le 24 mai 1975, il est ingénieur de vol sur Soyouz 18 et séjourne à bord de la station spatiale Saliout 4 durant plus de 62 jours. Il revient sur Terre le 21 juillet 1975.

## Vol prévu
Il devait faire partie du vol Zond 9 en juillet 1969, qui devait contourner la Lune, mais la mission a été annulée.